# Данило Јауковић
Данило Јауковић (Буковица, код Шавника, 19. децембар 1918 — Жабљак, 9. јул 1977) био је учесник Народноослободилачке борбе, магистар историјских наука, генерал-потпуковник ЈНА и народни херој Југославије.

## Биографија
Рођен је 19. децембра 1918. године у Буковици, код Шавника, у сиромашној породици. Гимназију је учио у Пљевљима и Никшићу, а право студирао у Београду. Члан Савеза комунистичке омладине Југославије (СКОЈ) постао је 1937. године, а члан Комунистичке партије Југославије (КПЈ) 1940. године. До рата био је секретар Среског комитета КПЈ у Сјеници и члан СК у Пљевљима.

### Народноослободилачка борба
Био је један од организатора устанка у Пљеваљском срезу. Кад су пред напад на Пљевља 1. децембра 1941. године тражени добровољци бомбаши, иако је имао други задатак, Данило се одмах јавио, и предводио бомбаше на италијанске бункере. Иако је био рањен, наставио је борбу.
Више пута током рата Данило се налазио сам против више непријатељских војника. Једанпут се са батаљоном пробио у позадину, и у селу Забрђу, код Пљеваља, сам је упао у кућу у којој се налазило 15 четника и све их разоружао. Кад је августа 1942. године Пети батаљон Треће пролетерске бригаде, чији је Данило био политички комесар, добио задатак да изнад Ливна заузме брдо Басајковач, на коме су се налазиле две утврђене куле. Већ у првом налету, батаљон је заузео једно од утврђења, Јефрем-кулу, док су из другог утврђења, Вејс-куле, давали грчевит отпор. Како је кула имала само једна врата, Данило је са одшрафљеним бомбама прескочио преко жице и нашао се крај самих врата, позивајући непријатеља на предају. Тада се 20 војника из куле предало побацавши му пред ноге оружје. Приликом напада на железничку станицу на прузи Сарајево–Мостар, почетком јула 1942. године, у тренутку кад је непријатељски воз већ кренуо из станице за Сарајево, Данило је са још једним другом ускочио у локомотиву и зауставио воз. У ноћи 7. фебруара 1942. године, партизанске јединице из Србије требало је да се од села Лучице и Диваца пребаце на леву обалу Лима. Данило је предложио да спусти низ Лим чамац којим ће пребацити тешке рањенике. Док су остали сумњали у успех таквог подухвата, он је био упоран и кренуо са два друга, али их је милиција открила и напала. Чамац је био изрешетан и потопљен, а они су се нашли у води и допливали до обале на коју су кренули, али ту их је чекала борба у пробијању. На температури од минус 30 степени и у залеђеном оделу, Данило је наставио пут до Камене Горе. То је био само један од више његових успешних прелазака из Црне Горе у Србију, куда је упућиван преко окупиране територије. Јуна 1942, био је постављен за политичког комесара Петог батаљона Треће пролетерске бригаде.
Маја 1943. године, у време непријатељске офанзиве на Сутјесци, био је тешко рањен. Покосио га је по ногама рафал из пушкомитраљеза и задао му пет тешких рана на обема ногама, због чега је био смештен у батаљон тешких рањеника у Централној болници НОВЈ. Тако се он, као тежак рањеник, нашао на Тјентишту, када су Немци, разбивши Трећу дивизију, кренули да побију рањенике. Тада су Данило и још 16 рањеника кренули у правцу Црне Горе, тешко се крећући на штакама преко Перућице и даље до Голије. Одатле је он опет наставио пут према Дурмитору, где је стигао после 13 дана и по задатку који је добио од Ивана Милутиновића у Голији, одмах кренуо да ради на организовању новог батаљона.
Када је 21. августа 1944. године формирана Пета санџачка ударна бригада, био је постављен за њеног команданта. У ноћи 19. септембра 1944. године, Пета санџачка бригада извршила је напад на Пријепоље. У граду је било знатно више четника и Немаца него што су партизани били обавештени, тако да су наишли на јак отпор и имали су више мртвих и рањених. Данило се кретао сам према центру града, водећи борбу и надајући се да ће се састати са јединицом која је нападала из супротног правца. Међутим, та јединица се била повукла, те се он нашао сам у центру града. Водио је борбу до свитања, када му је стигло у помоћ пет бораца. Кад је понестало метака, кренуо је да изиђе из града, али је наишао на јаку четничку препреку. Тада га је погодио метак изнад леве обрве и тешко га ранио. Да не би жив пао непријатељу у руке, решио је да се убије. Пре него што је успео да испали метак у себе, онесвестио се од тешке ране. Кад се у поновно освестио, успео је да стигне до својих људи и опет пао у несвест. Дошао је к себи тек након пуних 14 дана. У јесен 1946. године, отишао је у санаторијум на Голнику, код Крања, да буде уз свог ратног команданта и друга Велимира Јакића, који му је 3. октобра и преминуо на рукама.

### Послератни период
После рата се налазио на одговорним дужностима у Југословенској народној армији (ЈНА), где је обављао дужности комесара дивизије, команданта војне школе и команданта Војног подручја Титоград. Два пута је био члан Конференције организације СКЈ у ЈНА. Непрекидно је био и активни друштвено-политички радник. Истовремено, изучавао је историју НОБ, завршио 3. степен студија и 1965. године постао магистар историјских наука. Објавио је већи број научних и публицистичких радова из историје НОР и војне теорије. Сарађивао је у „Војноисторијском гласнику“ (1958—1961) и у монографијама „Прилог у крви“ (1969) и „Трећа пролетерска санџачка бригада“ (1987).
Био је члан Централног комитета СК Црне Горе, делегат у Савезном већу Савезне скупштине СФРЈ и члан Главног одбора Савеза резервних војних старешина Југославије. Имао је чин генерал-потпуковника ЈНА.
Изненада је преминуо 9. јула 1977. приликом планинарења на Дурмитору. Сахрањен је у Жабљаку.
Носилац је Партизанске споменице 1941. и многих југословенских одликовања, међу којима су — Орден заслуга за народ са златном звездом, Орден братства и јединства са златним венцем, Орден за војне заслуге са великом звездом, Орден партизанске звезде са сребрним венцем и Орден за храброст. Орденом народног хероја одликован је, међу првим борцима НОВ и ПОЈ, 13. марта 1945. године.

## МеморијалДанило Јауковић
Само четири дана након Јауковићеве ненадане смрти, 13. јула 1977, на Дан устанка народа Црне Горе, организован је први по реду меморијал „Данило Јауковић“, односно групно планинарење на највиши врх Дурмитора, Боботов кук, у помен на Јауковићев херојски марш од Перућице до Дурмитора након тешког рањавања на Сутјесци, 1943. године. Меморијал се одржава сваке године, а 2013. је по први пута у његовој организацији узела учешћа и Војска Црне Горе.